# 1955 ve fotografii
Tento článek popisuje významné události roku 1955 ve fotografii.

## Události
- Richard Avedon pořídil fotografii Dovima se slony, kterou publikoval magazín Harper's Bazaar.

## Ocenění

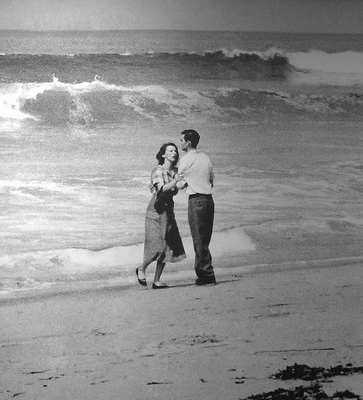
John L. Gaunt: Tragédie u moře, mladý pár stojící na pobřeží rozbouřeného moře, ve kterém jen o pár minut dříve zahynul jejich jednoletý syn. Fotografie získala ocenění Pulitzer Prize for Photography

- Pulitzer Prize for Photography – John L. Gaunt, Los Angeles Times za fotografii Tragédie u moře zobrazující mladý pár stojící na pobřeží rozbouřeného moře, ve kterém jen o pár minut dříve zahynul jejich jednoletý syn.
- Prix Niépce – Jean Dieuzaide
- Prix Nadar – Werner Bischof, Japon, vyd. Delpire
- Zlatá medaile Roberta Capy – Howard Sochurek (Magnum Photos), za cyklus Life.
- World Press Photo – Mogens von Haven

## Narození v roce 1955
- 15. ledna – Andreas Gursky, německý fotograf
- 25. ledna – Gunnar Seijbold, švédský fotograf († 25. dubna 2020)
- 15. února – Michael Wellner Pospíšil, český filmař, režisér, fotograf, scenárista, střihač, novinář, spisovatel a kulturní diplomat
- 18. února – Xavier Lambours, francouzský fotograf
- 22. února – Edward Burtynsky, kanadský fotograf
- 24. února – Joan Fontcuberta, katalánský fotograf
- 25. února – Florence Chevallier, francouzský fotograf
- 27. února – Peter Christopherson, anglický hudebník, výtvarník a fotograf († 25. listopadu 2010)
- 28. února – Charlie Cole, americký fotograf a fotožurnalista, laureát World Press Photo of the Year († 5. září 2019)
- 7. března – Mik Critchlow, britský sociální, dokumentární a portrétní fotograf, jehož díla zachycovala život v severovýchodní Anglii († 7. března 2023)
- 9. března – Yvon Lambert, lucemburský fotograf a fotoreportér na volné noze, dokončil řadu mezinárodních reportáží o společenských problémech
- 23. března – Rosa Navarrová, kolumbijská fotografka a umělkyně v oblasti smíšených médií
- 3. dubna – Lubomír Müller, spisovatel, publicista, klavírista, fotograf
- 3. dubna – Rosa Gauditano, brazilská fotografka dokumentující situaci marginalizovaných lidí v Brazílii od 70. let 20. století, jako jsou LGBT a domorodé obyvatelstvo († 7. srpna 2025)
- 4. dubna – Dana Kyndrová, dokumentární fotografka
- 15. dubna – Miloš Vojtěchovský, umělec v oblasti počítačového umění a grafiky
- 17. dubna – Herdis Maria Siegert, norská fotografka († 7. prosince 2012)
- 20. dubna – Rotimi Fani-Kayode, fotograf narozený v Nigérii, který se ve věku 12 let přestěhoval do Anglie, aby unikl nigerijské občanské válce († 21. prosince 1989)
- 30. dubna – Nicolas Hulot, francouzský fotograf, reportér a spisovatel
- 3. května – Laurence Gavronová, francouzsko-sengalská filmová režisérka, spisovatelka a fotografka († 14. září 2023)
- 6. května – Andrej Palacko, slovenský fotograf († 22. srpna 2023)
- 16. května – Carol Armstrongová, americká profesorka, historička umění, kritička umění a fotografka
- 20. května – Anton Corbijn, nizozemský fotograf a režisér
- květen – Chalkie Davies, velšský fotograf hudebníků
- 5. června – Jana Janěková, herečka, režisérka, fotografka
- 25. června – Michele McNally, americká novinářská fotografka v The New York Times († 18. února 2022)
- 1. července – Augusto De Luca, italský umělec a fotograf
- 5. července – Conny Scheel, lucemburský fotograf, divadelní a filmový herec a režisér německého původu († 3. září 2022)[1]
- 10. července – Štěpán Grygar, český fotograf a fotografický pedagog
- 2. srpna – Masaki Nakano, japonský fotograf, známý stylem zachycení města z jedinečné perspektivy, Tokia bez lidí
- 11. srpna – Mičiko Kon, japonská fotografka, cena Higašikawy, Cena za fotografii Ihei Kimury
- 18. srpna – Patrick Zachmann, francouzský fotograf
- 7. října – Bill Henson, australský fotograf
- 27. prosince – Giovanni Gastel, italský portrétní a módní fotograf († 13. března 2021)
- 31. prosince – Alena Hanzlová, architektka, fotografka a kurátorka
- ? – Susan Dergesová, britská fotografka žijící a tvořící v Devonu, specializuje se na fotografické postupy bez použití fotoaparátu
- ? – Zděnek Fišer, český fotograf a organizátor fotografického dění
- ? – Greg Girard, kanadský fotograf, více než 30 let zkoumala sociální a fyzickou proměnu v největších asijských městech
- ? – Ram Rahman, indický fotograf a kurátor
- ? – Ricardo Calero, španělský konceptuální fotograf
- ? – Sergej Alexejevič Subbotin, ruský fotožurnalista
- ? – Fujuki Hattori, japonský fotograf
- ? – Ulla Jokisalo, finský fotograf
- ? – Sari Poijärvi, finský fotograf
- ? – Raakel Kuukka, finský fotograf

## Úmrtí v roce 1955
- 5. ledna – Alexander Wienerberger, rakouský chemik a fotograf (* 8. prosince 1891)
- 28. března – Luis Benito Ramos, kolumbijský fotograf (* 31. prosince 1899)
- 30. března – Ylla, maďarská fotografka zvířat (* 16. srpna 1911)
- 30. května – Kódži Sató, japonský fotograf (* 1. listopadu 1911)
- 16. října – Mayme Gerhardová, americká fotografka jedna ze sester Gerhardových (* 1876)
- 19. listopadu – Přemysl Koblic, český fotograf a chemik (* 2. července 1892)
- ? – George Henry Seeley, americký fotograf a malíř (* 1880)
- ? – Tassilo Adam, německý etnolog, fotograf a filmař působící v Indonésii (* 1878)
- ? – Hugh Exton, jihoafrický fotograf-samouk, během své kariéry v letech 1892 až 1945 vytvořil více než 23 000 fotografií, fotografoval širokou škálu historických událostí, včetně anglo-búrské války, dokumentoval obyčejné lidi a celebrity v dobových šatech, architekturu té doby, stejně jako snímky místního průmyslu a obchodu. (* 26. března 1864)